# Koupaliště Rolava

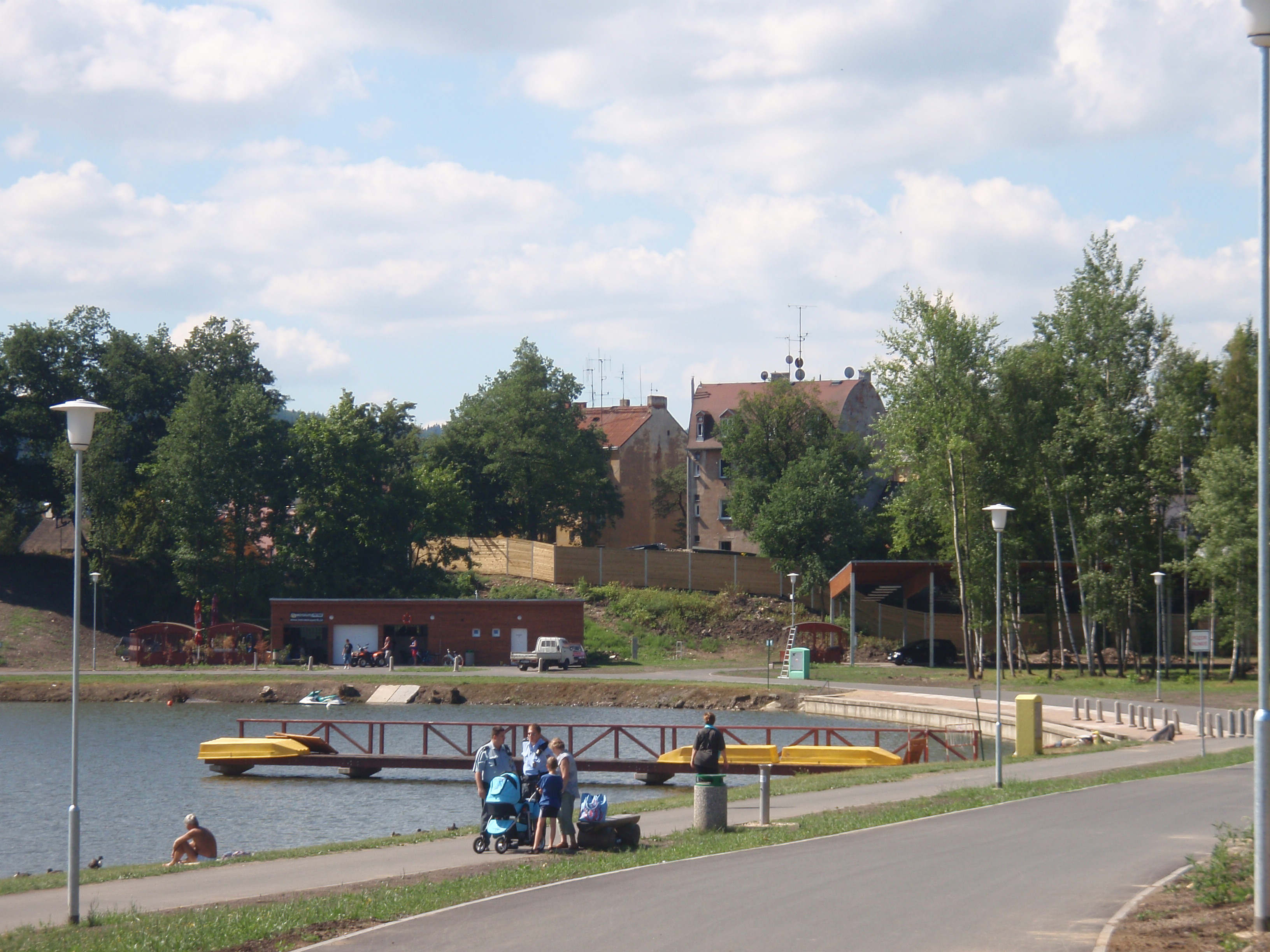

Volnočasový areál Rolava je multifunkční rekreační prostor nacházející se v Karlových Varech, na adrese Třeboňská 1049/92, 360 05 Karlovy Vary (GPS: 50.237674, 12.847754). Je snadno dostupný městskou hromadnou dopravou, konkrétně autobusem č. 12 na zastávku Koupaliště Rolava.

## Vybavenost
V roce 2010 prošel areál rozsáhlou rekonstrukcí financovanou z evropských dotačních fondů, což vedlo k modernizaci a rozšíření nabízených aktivit. Vstup do areálu je bezbariérový a zdarma, s výjimkou některých větších kulturních či sportovních akcí, které mohou být zpoplatněny. Děti do 15 let mohou areál navštěvovat pouze v doprovodu dospělé osoby.

### Kvalita vody
Pro Rolavu se vžilo označení koupaliště, ale zdejší vodní plocha statut koupaliště nemá. Kvalitu vody lze sledovat na webu. Koupání je zde na vlastní nebezpečí, což připomínají i cedule u břehu.

### Nabídka aktivit
- Sportovní vyžití: Areál nabízí in-line dráhu o délce 1 300 metrů, hřiště pro plážový volejbal, víceúčelové hřiště, workoutové prvky, zařízení pro seniory, kuličkové hřiště a tenisové kurty.
- Pro děti: K dispozici jsou dvě dětská hřiště s různými herními prvky a velká vzduchová trampolína.
- Koupaliště: Areál zahrnuje dvě přírodní vodní plochy, z nichž menší je určena dětem. Břehy byly v posledních letech opraveny a bylo vybudováno nové molo. Koupání je na vlastní nebezpečí, ale v letních měsících jsou v určitých hodinách přítomni plavčíci.
- Služby: Návštěvníci mohou využít sociální zařízení, pítka s pitnou vodou, úschovnu, internetové připojení, parkování a občerstvení.

### Provozní doba
- Letní období (1. května – 30. září): Provozní doba od 8:00 do 20:00 hodin; otevírací doba od 6:00 do 22:00 hodin.
- Zimní období (1. října – 30. dubna): Provozní doba od 9:00 do 16:00 hodin; otevírací doba od 6:00 do 20:00 hodin.

Mimo provozní dobu je areál otevřen pro průchod na vlastní nebezpečí. V areálu platí zákaz kouření mimo vyhrazené prostory, zákaz vstupu se zvířaty a zákaz krmení ptactva. 
Díky své široké nabídce aktivit a služeb je areál Rolava vyhledávaným místem pro sport, relaxaci i rodinné aktivity v Karlových Varech.